# I'm Not Your Toy
Singles de La Roux
Bulletproof
(2009) Let Me Down Gently
(2014)
I'm Not Your Toy (en français : Je ne suis pas ton jouet) est le quatrième single du groupe britannique La Roux. Il est sorti le 28 septembre 2009 au Royaume-Uni.